# Людвиг (ландграф Гессен-Гомбурга)
Людвиг Вильгельм Гессен-Гомбургский (нем. Ludwig Wilhelm von Hessen-Homburg; 29 августа 1770, Гомбург — 19 января 1839, Люксембург) — ландграф Гессен-Гомбургский в 1829—1839 годах.

## Биография
Людвиг — второй сын ландграфа Фридриха V и его супруги Каролины Гессен-Дармштадтской, дочери ландграфа Людвига IX Гессен-Дармштадтского и Генриетты Каролины Пфальц-Цвейбрюккенской, «великой ландграфини».
Луи, как его называли, воспитывался вместе со старшим братом Фридрихом. Они вместе учились в Женеве, затем Людвиг поступил на службу в прусскую армию. В сентябре 1793 года он принял участие в военном походе в Рейнланд и Пфальц и в 1798 году получил звание майора. Получив звание подполковника, Людвиг женился в 1804 году на Августе Амалии Нассау-Узингенской, дочери князя и впоследствии герцога Фридриха Августа Нассау-Узингенского. Этот «династический брак» с дочерью соседнего правителя был неудачным, Августа была влюблена во Фридриха Вильгельма Бисмарка. Брак был расторгнут в 1805 году, и больше Людвиг не женился.
В 1806 году Людвиг сражался в битве при Йене и Ауэрштедте и оказался во французском плену. После своего освобождения он в звании генерал-майора (1810) инфантерии служил в кёнигсбергском гарнизоне, где принимал участие в реорганизации прусской армии. В 1810 году Людвиг был переведён в Берлин, спустя три года участвовал в Освободительных войнах и участвовал в штурме в Битве народов, где получил ранение.
В 1813 году Людвиг получил звание генерал-лейтенанта, был назначен главнокомандующим резервного корпуса и участвовал в походе во Францию во время Ста дней Наполеона. По Второму Парижскому миру Людвиг был назначен губернатором Люксембурга.
Гессен-Гомбургом, где Людвиг бывал эпизодически, управлял Карл фон Ибель. Любивший поездки, состоятельный человек, Людвиг с большей охотой ездил по Европе, но живо интересовался событиями на своей маленькой родине. Он поддерживал реформы школьного образования, предпринятые Ибелем. Людвиг также способствовал развитию курортной отрасли Гомбурга. При Людвиге Гессен-Гомбург вступил в Германский таможенный союз.
В 1838 году Людвиг отметил 50-летие службы Пруссии, съездил на родину в Гомбург и вернулся в Люксембург, где и умер 19 января 1839 года. Похоронен в усыпальнице Гомбургского дворца.

## Награды
Королевства Пруссия:
- Орден Красного орла (1800, королевство Пруссия)[3]
- Железный крест 1-го класса (1813, королевство Пруссия)[4]
- Крест за выслугу лет[нем.] (1825)
- Орден Чёрного орла (31 октября 1813, королевство Пруссия); бриллиантовые знаки к ордену (18 ноября 1838)[5]

Российской империи:
- Орден Святого Владимира 2-й степени (9 февраля 1817)[6]
- Орден Святого Александра Невского (28 мая 1838)[7]
- Орден Святого апостола Андрея Первозванного (28 мая 1838)[8]

Прочие:
- Орден Золотого льва (19 декабря 1789, ландграфство Гессен-Кассель)[9]
- Орден Людвига, большой крест (великое герцогство Гессен)
- Орден Святого Губерта (1829, королевство Бавария)[10]
- Орден Бани, большой крест с бриллиантами (Великобритания)
- Королевский Гвельфский орден, большой крест (1821, королевство Ганновер)[11]
- Орден Нидерландского льва, большой крест (королевство Нидерланды)
- Военный орден Марии Терезии, рыцарский крест (Австрийская империя)
- Орден Святого Стефана, большой крест (королевство Венгрия)
- Орден Меча, большой командорский крест (королевство Швеция)